# Zacpo
Zacpo, pleme američkih Indijanaca nepoznatog jezika i porijekla koje se tek spominju u izvorima misije San Antonio de Valero u Teksasu. Kako se kasnije više ne spominju, vjerojatno im je daljnja sudbina ista kao i tamošnjih plemena Coahuiltecan i drugih malenih skupina, među kojima su mogli izgubiti identitet. Osim imena o njima više ništa nije poznato.

## Vanjske poveznice
- Zacpo Indians